# Józef Pomiankowski
Józef Jan Klemens Pomiankowski (en alemán: Josef Johann Klemens Pomiankowski, Jaroslaw, 23 de noviembre de 1866-Leópolis, 23 de enero de 1929) fue un teniente mariscal de campo del Ejército austrohúngaro y más tarde general de las Fuerzas Armadas Polacas. Fue el representante militar de la misión militar austrohúngara en el Imperio otomano durante la Primera Guerra Mundial, durante la cual estuvo a cargo de dar forma a la política austriaca en Oriente, a menudo en competencia con el Imperio alemán aliado.

## Primeros años
Józef Pomiankowski nació en Jaroslaw de una familia polaca originaria de Galitzia. Ingresó en la escuela secundaria inferior militar en Köszeg, y cuatro años más tarde se matriculó en la escuela secundaria superior militar en Mährisch Weißkirchen, y de 1883 a 1886 se graduó en la Academia Militar Técnica Imperial y Real de Viena . 

## Carrera militar

### Comienzos y el Imperio Otomano
En noviembre de 1901, recibió el importante puesto de agregado militar en Belgrado para el Reino de Serbia. Allí actuó en el campo militar y también realizó las oportunas valoraciones económicas y político-estratégicas, que informó a Viena en representación de las relaciones austro-serbias. También pudo demostrar éxito en el campo de la inteligencia y recopilar información sobre grupos nacionalistas/terroristas serbios en Macedonia y Bosnia, que habían tratado de separar a Bosnia de Austria. Aquí, utilizó las experiencias para instar a acciones inmediatas contra la "agitación serbia" en medidas directas y enérgicas.
A fines de 1909, comenzó como coronel como agregado militar en Constantinopla, donde también fue responsable de los problemas de los Balcanes, incluido el Reino de Grecia, y luego fue responsable de la desastrosa Primera Guerra de los Balcanes, donde calculó mal la determinación de los naciones balcánicas contra el Imperio Otomano.
Además, durante el tiempo que trabajó en el Imperio Otomano, había hecho contacto abiertamente con varias figuras de los Jóvenes Turcos, incluidos Talaat Pasha, Enver Pasha y Djemal Pasha. Era el momento en que trabajaba aquí, había tenido una idea clara sobre la forma en que los Jóvenes Turcos funcionaban y tomaban decisiones, y en 1909, encontró evidencia de que el gobierno otomano estaba planeando un exterminio total de personas no musulmanas. Eventualmente su profecía se hizo realidad cuando ocurrieron los genocidios armenio,asirio y griego. Más tarde proporcionó testimonios sobre el genocidio armenio. 

### Primera Guerra Mundial
Con el estallido de la Primera Guerra Mundial, Pomiankowski, ahora un general de división, se desempeñó como plenipotenciario militar y también se convirtió en el jefe de la misión militar austro-húngara en el Imperio Otomano y socio menor de la misión militar alemana bajo Otto Liman von Sanders. Como tal, trató de utilizar las diferencias entre los alemanes y los otomanos para afirmar los intereses políticos y económicos de Austria-Hungría en Oriente a pesar de los limitados medios de poder. Junto con el ministro de Relaciones Exteriores Leopold Berchtold y el embajador de la monarquía en Constantinopla, Johann von Pallavicini, con quien Pomiankowski construyó una fuerte amistad, Pomiankowski se esforzó por seguir una política independiente hacia Oriente para competir con la más poderosa Alemania. Debido a esta política competitiva persuadida por Pomiankowski, hubo una breve pelea entre los gobiernos alemán y austriaco en 1917 en cuestión por las influencias y el poder que Austria jugó socavando a Alemania.
Pomiankowski no solo fue activo en el ejército, sino que también formó activamente la política austriaca sobre Oriente. Trabajó como diplomático, jefe de su propio servicio de inteligencia, propagandista, embajador cultural, economista y diplomático. Ayudó a establecer el "Departamento de Oriente" en 1917 para no quedarse atrás del socio abrumador Alemania en la explotación económica de los Balcanes y el Imperio Otomano. Los funcionarios alemanes en Constantinopla intentaron en vano intervenir con el káiser Guillermo II o el Jefe de Estado Mayor alemán para reemplazar a su oponente austríaco, creyendo que Pomiankowski estaba socavando la cooperación alemana con los turcos.
Pomiankowski, como muchas figuras importantes nacidas en Polonia antes, valoraba fuertemente a los turcos por su valentía militar, pero culpaba al islam por el atraso del imperio que prohibía la modernización de Turquía. Le molestaba que la política alemana intentara movilizar a los musulmanes para luchar contra la Entente porque la fragmentación religiosa del Islam significaba que la movilización conjunta no era posible. Al igual que Pallavicini, también se mostró escéptico de la misión austríaca a Oriente de Alois Musil y el archiduque Hubert Salvator, de septiembre a noviembre de 1917. 
Desde 1917 fue ascendido a teniente mariscal de campo, donde coordinó las tropas de la monarquía en los fracasados combates en el frente de Palestina tras un breve despliegue en el frente italiano a partir de junio de 1917.

#### Genocidio armenio
A pesar de que Pomiankowski tenía una opinión favorable sobre los turcos en general, había desaprobado en gran medida el genocidio armenio y fue una de las primeras figuras en darse cuenta de la verdadera magnitud del genocidio, lo que le horrorizó enormemente. En mayo de 1916, visitó las áreas del este de Anatolia donde ocurrió el genocidio y lo informó a Viena. Pomiankowski acusó a Enver Pasha de ser cómplice, sin embargo, sus tentativos intentos diplomáticos de obtener seguridad para los armenios perseguidos no tuvieron éxito. Por otro lado, defendió a los colegas alemanes después de que el embajador estadounidense en Turquía, Henry Morgenthau, acusara a los alemanes de detrás de la idea de deportaciones y genocidio contra los armenios. Más tarde lo llamó "bárbaro" en sus memorias y simpatizó con los armenios.

## Después de la Primera Guerra Mundial y reubicación en Polonia
Después del final de la guerra, Pomiankowski organizó el transporte de regreso de 200 oficiales y 1.050 soldados con un barco italiano a través de Trieste a Austria. Con el apoyo otomano, rompió un intento de insurrección de 200 soldados que intentaron instalar consejos de soldados y los envió a la Odessa ocupada por Austria en barco. Pero con el colapso de la monarquía de los Habsburgo, inmediatamente siguió el llamado de Józef Piłsudski para la resurrección de Polonia de la ocupación austríaca, alemana y rusa. Se convirtió en representante militar polaco para Suecia, Dinamarca y Noruega en Estocolmo y más tarde jefe de la comisión militar de compras de materiales de guerra en París, antes de obtener la ciudadanía polaca el 25 de marzo de 1919. Poco después, ayudó a organizar el ejército polaco para luchar contra los alemanes y austriacos, así como contra los ucranianos, checoslovacos y lo más importante, contra los bolcheviques, donde su esfuerzo se pagó con la fundación de la Segunda República Polaca. Se retiró del ejército en enero de 1922.

## Vida personal
Estaba casado y tenía dos hijas, María y Janina, nacidas en 1904 y 1905; la familia vivía en Lemberg (actual Leópolis) y Viena.
De 1924 a 1927, escribió el libro Der Zusammenbruch des Ottomanischen Reiches (La caída del Imperio Otomano), detallado sobre las relaciones entre Austria-Hungría y el Imperio Otomano en los últimos días. Fue recomendado por el historiador Herbert W. Duda .
Falleció el 21 de enero de 1929 en Lwów, donde renunció y se reasentó, y fue enterrado en el cementerio de Łyczakowski .